# 社員選手
社員選手（しゃいんせんしゅ）とは、各種スポーツにおいて、会社との雇用契約を結びながら選手としてプレーする選手である。日本においては、学校を卒業した多くのアマチュアスポーツ選手が社員選手である。プロ契約ならびに移籍をスムーズに行えるようにするために契約社員、出向選手として契約することもある。

## Jリーグにおける社員選手
Jリーグでは、プロ選手が各クラブにおいて、法人（クラブ）と雇用契約のみを締結している選手のことを示すのに対し、社員選手を「法人と雇用契約のみを締結した選手」と定義している。一般的には出資企業（いわゆる親会社）から出向している所属選手のことを指す。
登録区分はプロであるが、統一契約選手（プロ契約選手）とは異なり、クラブから報酬を受け取ることはできない。ただし、出場給は支払われる。また、アマチュア契約選手と異なり、移籍の際には移籍金（30万円×在籍年数を上限として）が発生する。
社員選手の登録人数および契約年数に制限はない。実業団チームがJクラブに移行した直後はこの社員選手の比率が多いが、プロ契約移行や人員整理により徐々に比率は下がり、数年後にはオールプロ契約選手になることが多い。まれにJ1のクラブに社員選手が所属しているケースもある。またJ3リーグは「プロ契約（A契約とは明示されていない）3名以上であればJ3ライセンスを取得できる」取り決めから、その多くのクラブは副業を持つセミプロであり、中にはスポンサーの団体・企業などでの就職あっせんの提供を受ける社員選手を抱えるクラブもある。

### プロ契約に関する規定
社員選手が初めてプロ契約を行う場合は、すべてプロC契約となる。契約期間は最長3年まで、基本給も上限480万円/年に制限される。規定試合出場またはC契約が3年を経過するとプロA契約に移行する。

### 社員選手一覧
最後まで社員選手として登録されていた浅利悟と斉藤雅人の2人が2009年シーズン限りで共に現役を引退したため、2010年のJリーグでは社員選手の該当者がいなくなった。しかし、2011年からはサガン鳥栖の選手数人が社員選手(受け入れ先はベストアメニティ)になる予定であり、Jリーグにおける社員選手が復活すると報道されていたが、明確な報道はなく、2015年現在、Jリーグに社員選手は存在しないとされる。
Jリーグで社員選手として所属した主な選手
（出向先クラブ／派遣元企業）
- 反町康治（横浜フリューゲルス／全日空）
- 田口禎則（横浜フリューゲルス／全日空）
- 堀直人（横浜フリューゲルス／全日空）
- 古賀聡（鹿島アントラーズ／住友金属）
- 植村晋（ガンバ大阪／松下電器）
- 中山雅史（ジュビロ磐田／ヤマハ発動機）
- 小島伸幸（ベルマーレ平塚／フジタ）
- 水内猛（浦和レッドダイヤモンズ／三菱自動車）
- 伊藤彰（川崎フロンターレ／富士通）
- 高田栄二（川崎フロンターレ／富士通）
- 久野智昭（川崎フロンターレ／富士通）
- 浅利悟（FC東京／東京ガス）
- 遠藤大志（FC東京／東京ガス→JFLソニー仙台）
- 斉藤雅人（大宮アルディージャ／NTT東日本→同クラブ職員）
- 林威宏（徳島ヴォルティス／大塚製薬）
- 大場啓（徳島ヴォルティス／大塚製薬）
- 片岡功二（徳島ヴォルティス／大塚製薬）
- 石黒智久（カターレ富山／YKK AP）

これらの選手の中で、浅利、斉藤などは引退まで単一のチーム（注：経営母体変更によりチーム名称が変化しても同一チームと見なす）でプレーを続けたが、反町・小島・久野・中山などは途中で所属チームとの契約をプロ契約に変更した（久野以外はその後にプロ選手として他クラブへ移籍）。また、伊藤は川崎フロンターレを社員選手のまま戦力外通告を受けて退団した後、富士通も退社して、大宮アルディージャとプロ契約を結んだ。
備考
Jリーグ・JFL所属のトップチームではないが、Jリーグ ディビジョン2のザスパ草津（2013年「ザスパクサツ群馬」に改める）が前身の「リエゾン草津」の時代に経営難になったことを受けて多くの選手が草津温泉の宿泊施設・ホテルなどへの就職斡旋を受けながら試合に出場していたことの名残で、2005年から加盟したJサテライトリーグと、Jサテライトが2009年廃止になった事を受けて2010年から参戦している群馬県社会人サッカーリーグ（2015年1部）に参加しているザスパチャレンジャーチーム→ザスパU-23→ザスパ草津チャレンジャーズの選手は、一部年度のごく数名を除き、基本的に草津温泉の宿泊施設・ホテルなどで就職斡旋を受けながら試合に出場しており、広義の「社員選手」と同じである。
上記選手らのような例とは異なり、ザスパは母体企業を持たない「市民クラブ」であるため、地元の企業・宿泊施設・ホテルがこの趣旨に協賛。また選手たちは「1選手・1企業（施設）」という取り決めがないため、ある選手は複数の企業や施設を掛け持ちしながら試合や練習に参加している。
また東北サッカーリーグのいわきFCも、スポンサーの株式会社ドームと契約社員として雇用を結び、多くは同社のいわき市内にある物流倉庫に勤務している。
JFLの本田技研工業フットボールクラブ（Honda FC）は、浜松F.CとしてJリーグに参入する計画が挫折した後、一時プロ契約選手を全員退団させて「完全なアマチュアチーム」としていた経緯から、他クラブからの移籍を含めたプロ選手の受け入れを再開した後も、日本サッカー協会の規定によるプロ契約とせず、本社総務課の契約社員扱いで入社させてサッカーに専従させる扱いとしている。

## 日本男子バスケットボール
日本バスケットボールリーグ（JBL）では、選手を種別に応じて「登録I種」と「登録II種」に分類されていた。社員選手は後者を指し、前者は業務委託契約（プロ）、嘱託・契約社員などをまとめて表現していた。II種はチーム運営会社に正社員として在籍し、競技活動による報酬は名目上発生しない。新生JBL発足時には東芝のみ全日本人選手をII種登録したが、他チームは全員または大半がI種登録となった。しかし、その後は世界金融危機の影響でアイシンのように再びII種を増加させたチームも存在した。2013年のNBL移行時にこれらの区分は廃止された。
2016年発足のB.LEAGUEでは登録形態をプロとアマチュアに二分し、1部は社員選手に当たるアマチュア登録を2名まで、2部はプロ登録5名以上と規定されている。NBL及びNBDLの企業チームから移行した一部クラブには制限内で親会社社員から派遣された選手が所属しており、中には正中岳城（アルバルク東京）や広瀬健太（サンロッカーズ渋谷）ら日本代表歴のある選手も含まれていた。変わったケースとして宮田諭はトヨタ自動車アルバルクに社員選手として所属し、東京エクセレンスに移籍後も引き続きトヨタ自動車に社員として籍を置いている。
B2では越谷アルファーズもかつての親会社であった大塚商会などで働きながら選手を続ける者もいる。